# Mohamed Ali Akid
Mohamed Ali Akid (ur. 5 lipca 1949 w Safakisie, zm. 11 kwietnia 1979 w Rijadzie) – tunezyjski piłkarz, występujący na pozycji napastnika, reprezentant kraju, uczestnik MŚ 1978.

## Kariera sportowa
Na turnieju na Mistrzostwach Świata rozegrał 3 spotkania. Od 1968 do 1978 bronił barw Club Sportif Sfaxien. W latach 1978–1979 był piłkarzem Al-Riyadh SC.
W Tunisie, stolicy Tunezji, jedną z ulic nazwano jego imieniem.